# Ban Tổ chức lễ tang Nhà nước
Ban Tổ chức lễ tang Nhà nước là cơ quan thuộc Ban lễ tang Nhà nước Cộng hòa Xã hội Chủ nghĩa Việt Nam.

## Khái niệm
theo nghị định 105/2012/NĐ-CP được thủ tướng chính phủ ký ban hành vào năm 2012
Điều 7 trong nghị định, quy định: Ban Tổ chức Lễ tang, gồm từ 15 (mười lăm) đến 20 (hai mươi) thành viên đại diện cho các Bộ, ban, ngành ở Trung ương, địa phương quê hương hoặc nơi sinh của người từ trần và đại diện gia đình người từ trần.

## Nhiệm vụ
Ban Tổ chức Lễ tang có nhiệm vụ giúp cho Ban Lễ tang Nhà nước trong việc điều hành các cơ quan tham gia tổ chức lễ tang và là thành viên Ban Tổ chức Lễ tang, các cơ quan tham gia tổ chức Lễ Quốc tang theo quy định tại Nghị định này.

## Lãnh đạo ban tổ chức lễ tang
Theo nghị định trên Trưởng Ban Tổ chức Lễ tang là một Phó thủ tướng chính phủ nhưng việc này thì phần lớn sẽ do Phó thủ tướng thường trực chính phủ đảm nhiệm (Ngoại trừ Quốc tang Nguyễn Phú Trọng, do Thường trực Ban Bí thư Lương Cường đảm nhiệm).

## Các trưởng ban tổ chức lễ tang
- Phạm Gia Khiêm (2000–trước ngày 3 tháng 8 năm 2011)
- Nguyễn Xuân Phúc (3 tháng 8 năm 2011–2016)
- Trương Hòa Bình (2016–2021)
- Phạm Bình Minh  (2021–2023)
- Nguyễn Hoà Bình (2024-nay)